# Lidia Sołtys
Lidia Sołtys (ur. 2 sierpnia 1988) – polska szablistka, wicemistrzyni Europy z 2006 r. w drużynie. Zawodniczka TMS Sosnowiec.